# Foundation fieldbus
Технология Foundation Fieldbus является цифровой, последовательной, двусторонней системой связи, которая служит в качестве базового уровня сети в заводских или фабричных системах автоматизации. Это открытая архитектура, разрабатывается и осуществляется организацией Foundation Fieldbus. Консорциум Fieldbus Foundation является некоммерческой организацией, которая была образована в результате слияния двух других консорциумов , продвигавших протоколы полевых шин, — WorldFIP (North America) и InterOperable Systems Project. В работе Fieldbus Foundation, штаб-квартира которой расположена в городе Остин (штат Техас), участвуют порядка 90% поставщиков аппаратно-программных средств АСУТП на мировой рынок. Совет директоров Fieldbus Foundation состоит из 11 членов, представляющих 11 различных компаний.
Данный интерфейс предназначен для приложений, использующих базовые (контроль) и расширенные (регулирование) возможности, и на протяжении большей части дискретного управления, связанные с этими функциями. Foundation Fieldbus технология в основном используется в обрабатывающей промышленности, но в настоящее время она реализуется в электроэнергетике тоже.
Различают две связанные между собой реализации интерфейса Foundation Fieldbus. Они были введены для удовлетворения различных потребностей в среде автоматизированных систем. Эти две реализации используют различные физические среды и скорости передачи и обмена данными.
- Foundation Fieldbus H1 работает на скорости 31,25 кбит/с и обычно соединяется напрямую с полевыми устройствами. Данный интерфейс обеспечивает связь и управление по стандартной витой паре проводов. Foundation Fieldbus H1 в настоящее время является наиболее распространенной в реализации интерфейса.
- Foundation Fieldbus HSE (High-speed Ethernet) работает на скорости 100 Мбит/с и, как правило соединяет входы/выходы подсистем, хост-систем, шлюзов, и полевых устройств с помощью стандартного кабеля Ethernet. Данная реализация этого интерфейса в настоящее время не обеспечивают питание по кабелю, хотя ведутся работы, чтобы решить эту проблему.

Технология Foundation Fieldbus была первоначально предназначена в качестве замены для стандарта 4-20 мА, и сегодня она сосуществует наряду с другими технологиями, такими как Modbus, Profibus и Industrial Ethernet. Интерфейс Foundation Fieldbus сегодня пользуется как перспективная информационная шина для устройств автоматизированных систем во многих тяжелых производствах, таких как нефтепереработка, нефтехимия, энергетика, и даже продуктов питания и напитков, фармацевтических препаратов, а также применения в атомной промышленности. Интерфейс Foundation Fieldbus разрабатывался в течение многих лет для нужд приборостроения Международной ассоциацией автоматизации, или ISA, как SP50. В 1996 году первая реализация технологии Foundation Fieldbus H1 (31,25 кбит/с), а в 1999 году вторая реализация Foundation Fieldbus HSE (High Speed Ethernet) увидели свет. Международная электротехническая комиссия (МЭК) по стандартам полевых шин, включила технологию Foundation Fieldbus в IEC 61804.
Типичный сегмент шины Foundation Fieldbus состоит из следующих компонентов:
- H1 — карта, реализующая сетевой интерфейс
- FPS — преобразователь сигнала
- PS — Общий Блок питания (постоянного тока) для передачи мощности по проводнику шины Foundation Fieldbus
- T — Терминатор и шины устройств (например, передатчики, датчики и т. д.)